# Pinhel
Pinhel es un municipio, una freguesia y una ciudad portuguesa, en la zona de Terras (Tierras) de Riba-Coa, perteneciente al distrito de Guarda, Beira Interior Norte, región estadística del Centro (NUTS II) y comunidad intermunicipal Beiras y Sierra de la Estrella (NUTS III). El municipio cuenta con 8092 habitantes (2021) y la ciudad 3500 aproximadamente. La feligresía se extiende por 44,94 km² y poseía en 2001 una población de 3462 habitantes. Su densidad de población fue de 77,0 hab/km².
Su historia se remonta a época prerromana. Fue poblada por visigodos y árabes. Obtuvo varias cartas forales de diferentes reyes de Portugal que la elevaron a ciudad, teniendo feria en la Edad Media y numerosas casas solariegas en la Edad Moderna. Sus primeros monumentos, que aun perduran, datan del siglo XII en adelante. Fue ciudad fronteriza por lo que su castillo y muralla fue construida y reconstruida varias veces.
Entre sus monumentos, cuenta con castillo, rollo jurisdiccional, museo municipal, iglesias y casas solariegas. Se encuentra en Tierras de Riba-Coa. El río Coa, un afluente del Duero, atraviesa el municipio de sur a norte. En la parte septentrional se encuentra el sitio de arte rupestre prehistórico del valle del Coa, clasificado por la Unesco como Patrimonio de la Humanidad, en la actual feligresía de Vale do Côa, antiguamente designada de Cidadelhe. 

## Geografía
El municipio tiene 486,15 km² de superficie, cuenta con 8092 habitantes (2021) y está subdividido en 18 feligresías o parroquias — freguesias en portugués—. Limita al norte con Vila Nova de Foz Côa, al nordeste con Figueira de Castelo Rodrigo, al este con Almeida, al sur con Guarda y al oeste con Celorico da Beira, Trancoso y Mêda.
| Noroeste: Mêda              | Norte: Vila Nova de Foz Côa | Noreste: Figueira de Castelo Rodrigo |
| Oeste: Trancoso             |                             | Este: Figueira de Castelo Rodrigo    |
| Suroeste: Celorico da Beira | Sur: Guarda                 | Sureste: Almeida                     |

El río principal es el Coa.

### División administrativa

División en freguesias tras la reforma de 2013

Antes de la reforma administrativa de enero de 2013 que redujo el número de freguesias (parroquias), el municipio de Pinhel estaba dividido en 27 parroquias. Las que desaparecieron en el proceso fueron Alverca da Beira, Atalaia, Azevo, Bogalhal, Bouça Cova, Cerejo, Cidadelhe, Ervas Tenras, Gouveias, Pereiro, Pomares, Póvoa de El-Rei, Safurdão, Santa Eufémia, Sorval, Vale de Madeira, Valbom
Tras la reforma administrativa de 2013, el número de feligresías se redujo a 18:
- Alto do Palurdo
- Alverca da Beira/Bouça Cova
- Atalaia e Safurdão
- Ervedosa
- Freixedas
- Lamegal
- Lameiras
- Manigoto
- Pala
- Pinhel
- Pínzio
- Souro Pires
- Sul de Pinhel
- Terras de Massueime
- Valbom/Bogalhal
- Vale do Côa
- Vale do Massueime
- Vascoveiro

## Historia
Según la leyenda, fue fundada hacia el 500 a. C. por los túrdulos (Turduli Veteres) como castro prerromano. Tras estar poblada por los árabes, en 1179 fue conquistada por Alfonso I de Portugal quien, posiblemente, otorgara carta foral a la localidad. Para animar a la repoblación del lugar, el prior del monasterio de la ermita de santa María de Riba Paiva concedió carta foral en 1191. Sancho I de Portugal comenzó la construcción del castillo en 1189, con lo que se convirtió en capital de municipio. En 1209 el mismo rey concedió una nueva carta foral y ocho años después fue confirmada por Alfonso III de Portugal. Más tarde, Dionisio I de Portugal reformó esta carta foral con privilegios para los piñelenses y reconstruyó el castillo con seis torres. Hacia 1321 existían seis iglesias extramuros y tres dentro de la cerca. En 1385 los castellanos tomaron el castillo de Pinhel, pero fueron derrotados en Aljubarrota; al año siguiente Juan I de Portugal confirmó los fueros de la localidad. En 1391 se creó la feria franca de Pinhel. En 1480 los piñelenses se amotinaron en las torres contra el Mariscal Henrique Coutinho. De nuevo se renovaron los fueros en 1510, esta vez por Manuel I de Portugal. A finales del siglo XVII, en 1693, Catalina Enriqueta de Braganza, viuda de Carlos II de Inglaterra, fue hospedada en la Casa Seixas de Pinhel, en su regreso a Portugal. Casi un siglo después, en 1770, Pinhel fue elevada a categoría de ciudad y se creó su diócesis por segregación de la diócesis de Lamego, que duró hasta 1881, cuando se extinguió por bula papal de León XIII. En 1810, durante las guerras napoleónicas, fue ocupada por el general Loisson. Más tarde, en 1827 el general António José de Sousa Manuel de Menezes Severim de Noronha, conde de Vila Flor y duque de la Terceira, comandante de las tropas liberales, instaló en Pinhel, en la Casa Seixas, su cuartel general.

## Demografía
| Gráfica de evolución demográfica de Pinhel entre 1864 y 2021 |
|                                                              |
| Datos según el nomenclátor publicado por el INE portugués.   |

## Patrimonio
Según el SIPA (Sistema de Informação para o Património Arquitetónico portugués), en el municipio se encuentran 200 bienes patrimoniales, de los que 48 están en la parroquia de Pinhel, y 13 están protegidos y clasificados por la Dirección General de Patrimonio Cultural del gobierno portugués:
- Castillo y fortaleza: donde se levanta el castillo existió un recinto fortificado, tipo castro, de época prerromana. La actual fortaleza se levantó entre el siglo XII y el siglo XIV. Tuvo seis torres, mandadas levantar por Dionisio I de Portugal en el año 1282, de las que solo quedan dos, y seis puertas, de las que quedan cinco. En excavaciones arqueológicas llevadas a cabo a principios del siglo XXI se encontraron tres cisternas que abastecían de agua al recinto murado. Está clasificado como «Monumento Nacional». Alrededor se levanta una muralla gótica de trazado ovalado que rodea casi toda la ciudad.
- Rollo jurisdiccional: de estilo manuelino, de granito, terminado en jaula octogonal, construido en 1510. Está clasificado como «Monumento Nacional».
- Casa Grande o antigua casa solariega de los Antas y Meneses: es un edificio residencial con capilla, barroco, de dos plantas. Fue construida a principios del siglo XVIII por la familia Bacelar Antas e Menezes, uno de cuyos miembros era alcalde de Pinhel. En 1810 las tropas napoleónicas la usaron como cuartel general tras asesinar al alcalde Sebastião Bacelar Antas e Menezes. Después, el edificio pasó por varios propietarios: familia Noronha y Avilez, Conde de Pinhel, y cooperativa agrícola (Grémio da Lavoura «gremio de la cosecha»). En 1974 la cooperativa y el Ayuntamiento permutaron este edificio por el piso alto de la Câmara Municipal, para convertirlo en dependencias del Ayuntamiento y biblioteca municipal. Está clasificado como «Inmueble de Interés Municipal».
- Casa del Doctor David: si bien se desconoce la fecha de su edificación, se reconocen en él elementos del siglo XVII, como la escalera interior con columnas toscanas, o la disposición de los vanos de la fachada principal. Es «Inmueble de Interés Municipal».
- Iglesia de la Misericordia: manuelina del siglo XVI, sobre uno de los sillares de una capilla se halla la fecha de 1537. Su capilla de San Lázaro es de estilo manierista. Fue saqueada por tropas francesas en 1810. Está clasificada como «Inmueble de Interés Público».
- Iglesia de la Trinidad o del Señor de la Columna: se trata de las ruinas de una pequeña iglesia del siglo XIV en las afueras de la ciudad. A su alrededor existe una pequeña necrópolis compuesta por tumbas excavadas en la roca. A mediados del siglo XVIII ya se encontraba en ruinas, sin embargo debió ser restaurada posteriormente, pues tuvo techumbre hasta finales del siglo XIX. Fue curato de representación del Comendador de la Orden de Malta. Está clasificada como «Inmueble de Interés Público».
- Palacios del Concejo, actual museo municipal: fue un edificio barroco que se construyó en 1736 por orden del corregidor Vicente Pereira da Cunha. En la planta baja se encontraba la cárcel, con tres arcos que sujetaban el segundo piso, donde se encontraba el tribunal correccional. En el siglo XIX se reconstruyó el nuevo edificio al que se denominó Palacio del Concejo, que después fue carnicería municipal, parque de bomberos y tesorería municipal. En 1940 se instaló en la planta baja el museo municipal, y, posteriormente, también la oficina de turismo. Está clasificado como «Inmueble de Interés Público».
- Casa solariega de los Metellos o casa de Metello de Nápoles: es una casa solariega del siglo XVII, con capilla adosada de 1770. La matriarca de los Metellos construyó una pequeña capilla en el siglo XVI, de la que quedan algunos restos en la cerca de la finca. Está clasificada como «Inmueble de Interés Público».
- Iglesia de Santa María del Castillo: fue construida hacia 1316 sobre otra preexistente dedicada a Santa Bárbara. También llamada de Nuestra Señora del Castillo, es de planta longitudinal compuesta por una sola nave de tres tramos, presbiterio, capillas laterales, anexo y sacristía. La torre del campanario está adosada y es posterior. Las figuras y retablos interiores son del siglo XVI y siglo XVII. Está clasificada como «Inmueble de Interés Público».
- Iglesia de San Luis: es el único resto del monasterio de clarisas de San Luis. Posee elementos del siglo XVI —portada de dintel recto y el retablo—, y del siglo XVII —portada principal en arco abatido, remate en arco de la fachada principal y remate piramidal de la torre—. Fue fundada con el monasterio en 1596, y elevada a catedral en 1797 por el obispo de Guarda, hasta 1881. Tras la declaración de la República Portuguesa, las distintas estancias fueron distribuidas en espacios públicos: teatro, tribunal, etc, y el cercado se convirtió en jardín público. Está clasificada como «Inmueble de Interés Público».
- Iglesia, claustro y ruinas del antiguo convento de San Antonio: avalado por Juan V de Portugal, se empezó a construir en 1731. Un siglo más tarde, en 1833, todas las órdenes religiosas portuguesas fueron extinguidas, por lo que el convento tuvo que cerrar. En el siglo XX un incendio acabó con lo que quedaba. Desde 1983 se ha llevado a cabo un proyecto de reconstrucción de la iglesia. Está clasificada como «Monumento de Interés Público».
- Casa solariega de los Mena Falcão o Casa Seixas: es de la segunda mitad del siglo XVII, posee un blasón barroco con los escudos de los Falcões, Herédias, Menas y Figueiredos en cada cuartel, y el timbre de los Falcões. En 1693 se hospedó aquí la viuda de Carlos II de Inglaterra, a su regreso a Portugal. En 1887 la casa fue comprada por el Señor de la Casa de Metello de Nápoles, a quien perteneció hasta 1941 en que fue vendida y dividida en tres viviendas. En los años 70 del siglo XX la planta inferior fue dedicada a supermercado, y a finales de siglo el Ayuntamiento la compró para rehabilitarla, ya en la primera mitad de la década de 2010. Está clasificada como «Inmueble de Interés Público».
- Palacio episcopal: Pinhel fue diócesis desde 1770 hasta unos cien años después. Su tercer obispo fue quien mandó construir el palacio, cuyas obras duraron de 1783 a 1797. En el proyecto también se contemplaba la edificación de un seminario y una catedral, que nunca vieron la luz. Se encuentra en vías de ser clasificado, con expediente de 2014.

monumentos
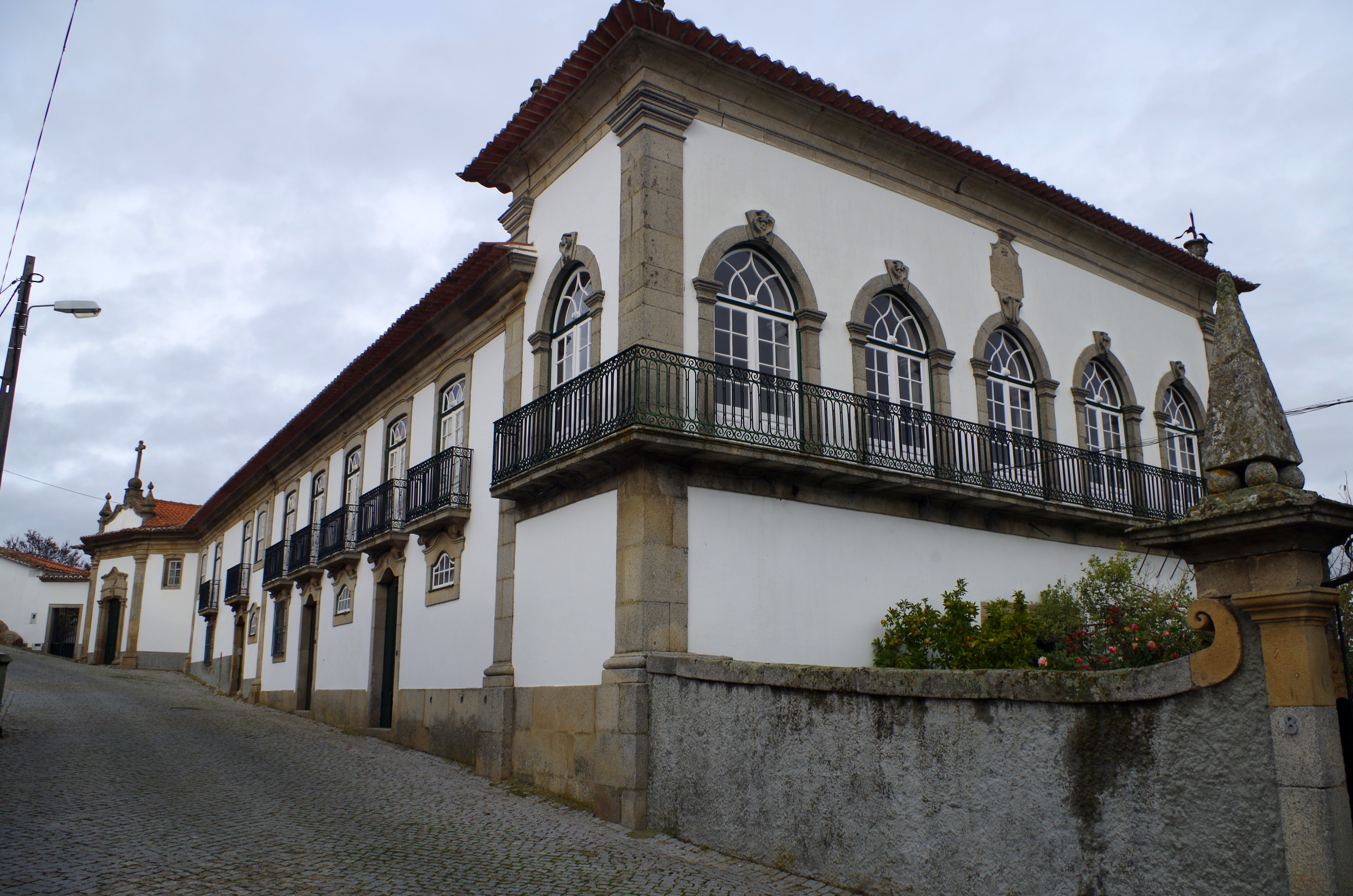
Casa Metello de Nápoles
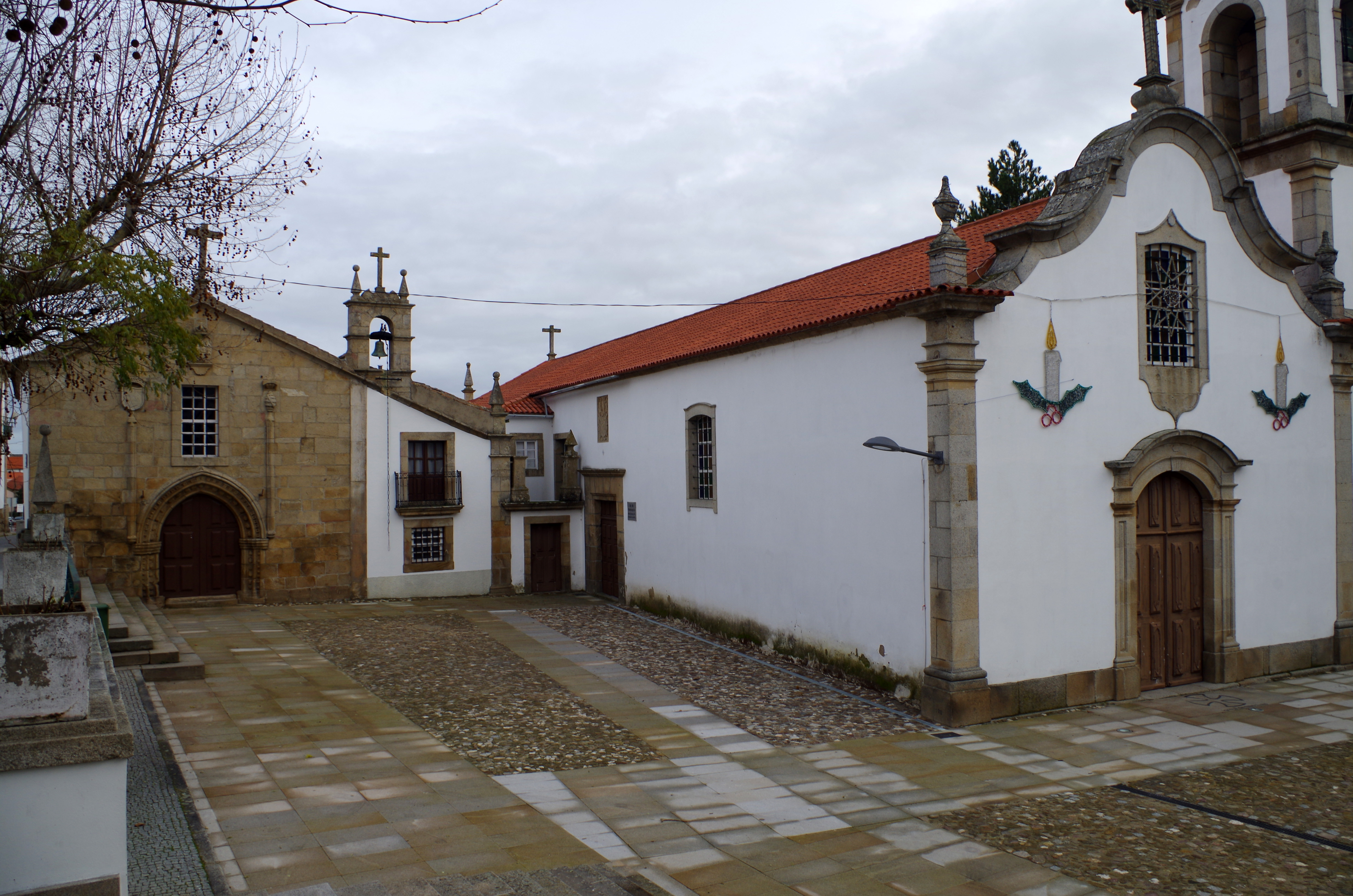
Iglesias de san Luis y Misericordia
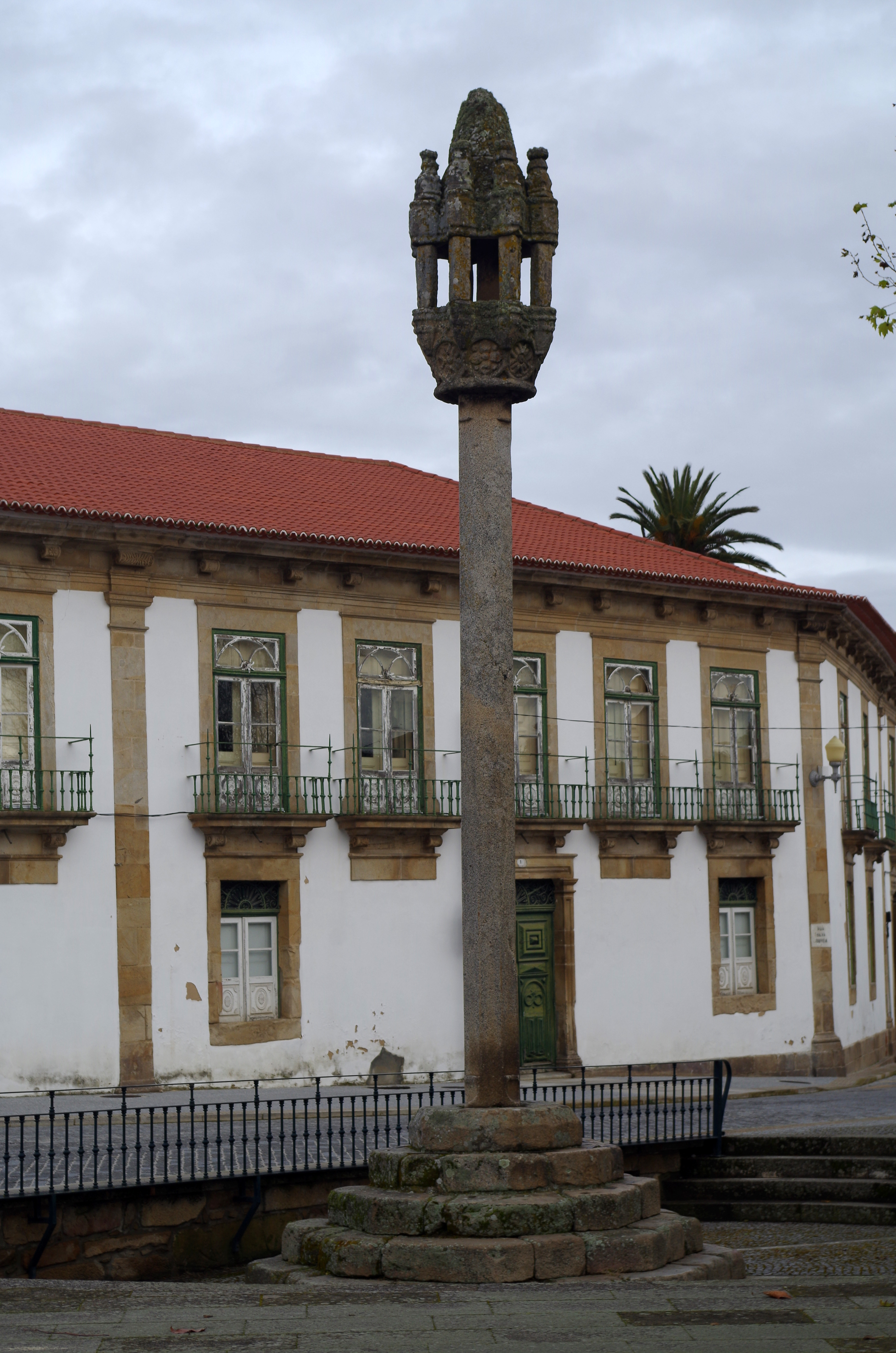
Rollo, detrás la casa Grande
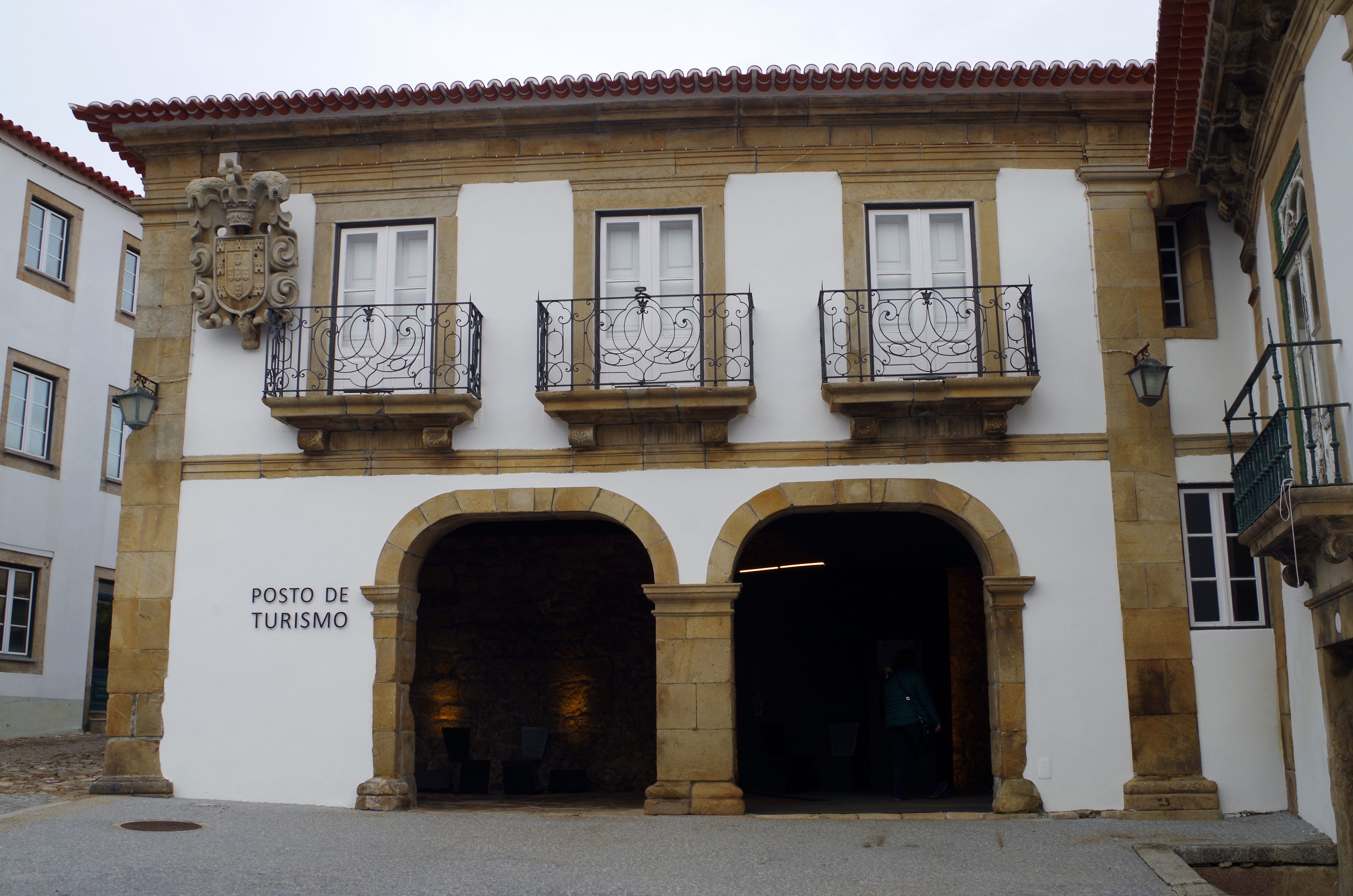
Museo municipal
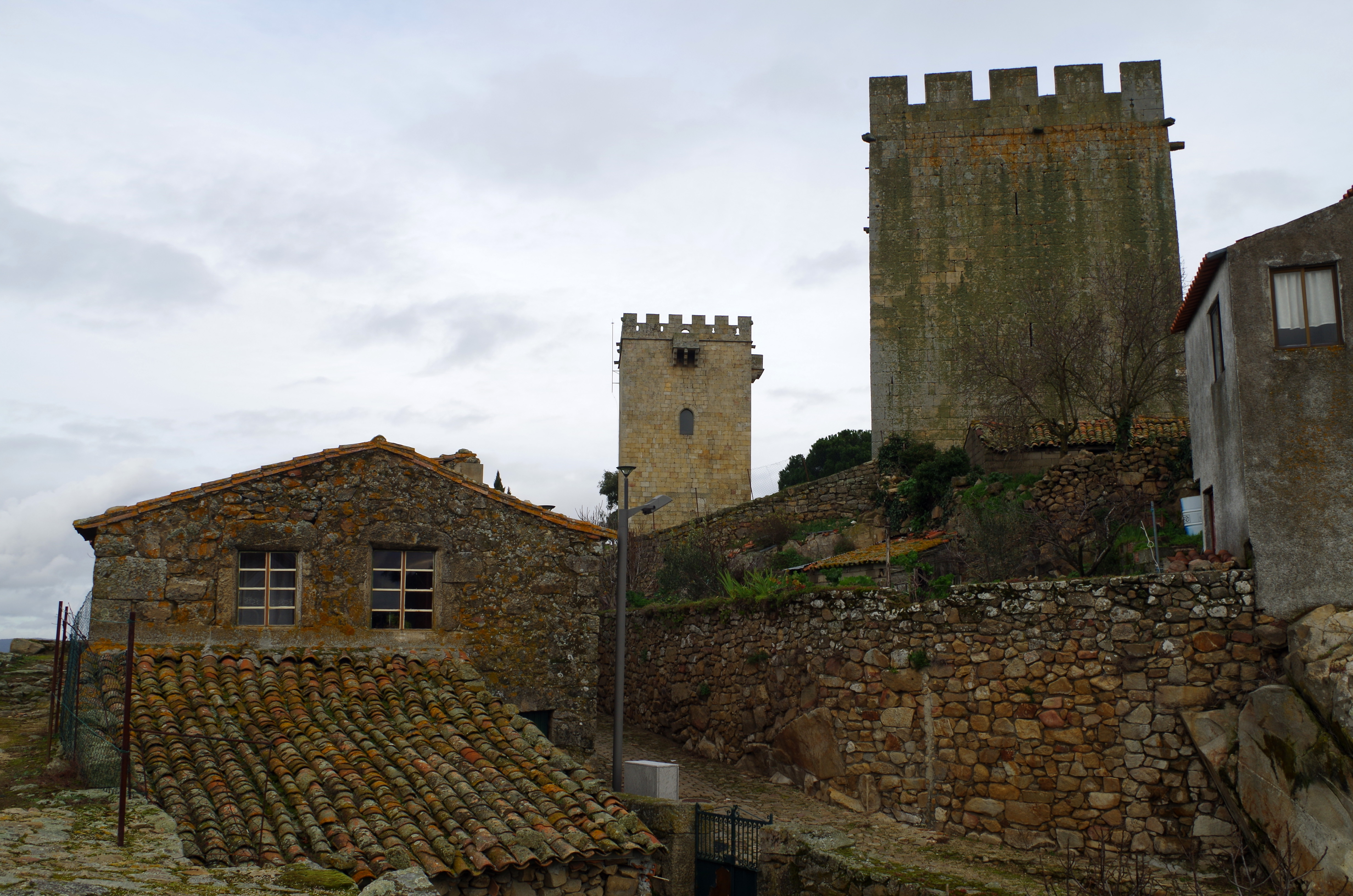
Torres del castillo
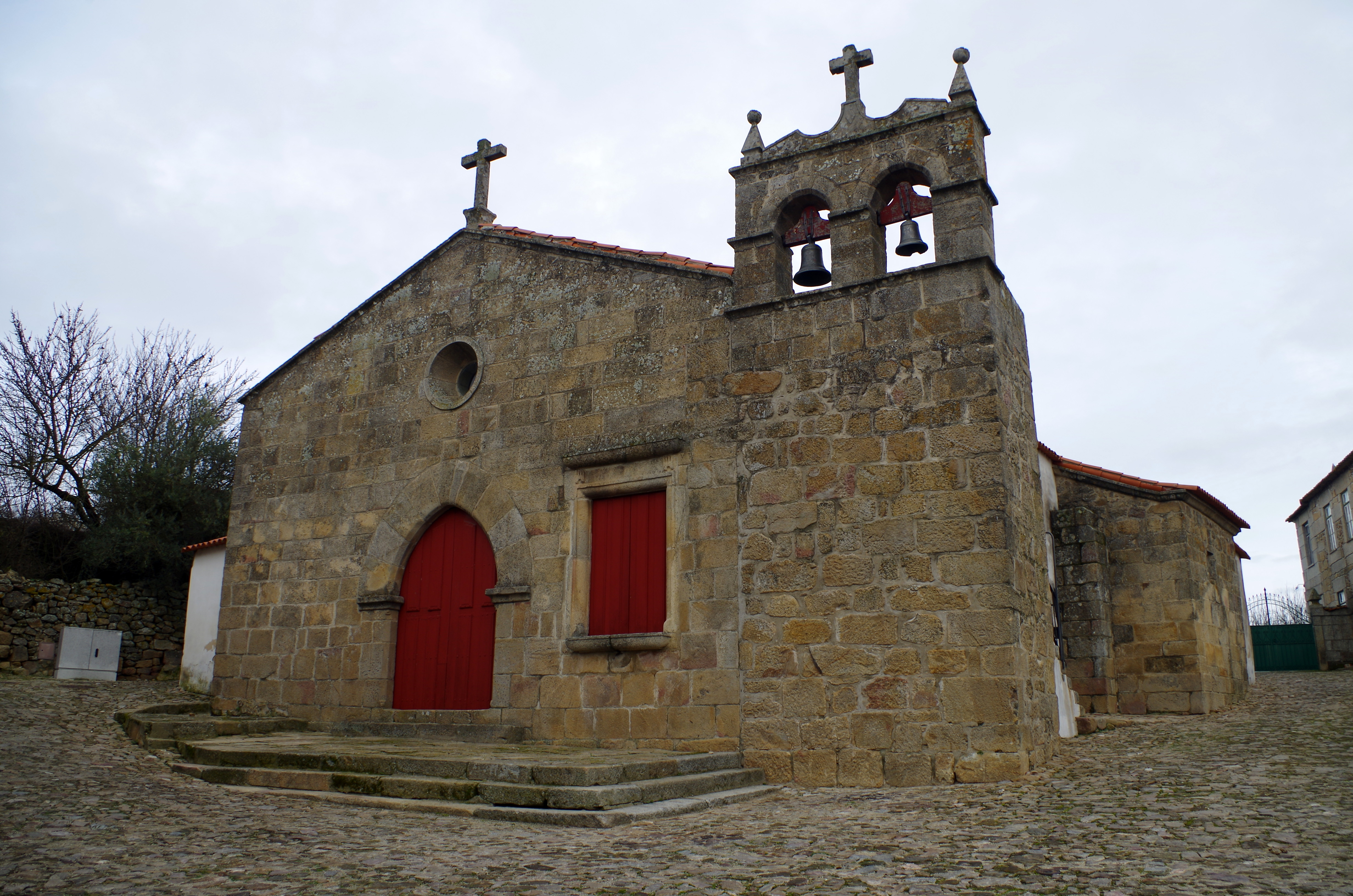
Iglesia de Sta Mª del Castillo

Otros monumentos no clasificados por la DGPC son:
- Casa solariega Mendes Pereira: está formada por dos edificios, casa y casa solariega. La casa es de finales del siglo XVII y la solariega del siglo XVIII, inicialmente con dos pisos, se le añadió un tercero retranqueado de la línea de fachada en el siglo XIX. Ambos edificios se diferencian en la ornamentación de las ventanas que dan a la plaza, siendo completamente cuadradas las de la casa.
- Ermita de Santa Rita: en su portada se encuentra un escudo de armas de piedra en el que aparecen los blasones de los Menas, Falcões y Figueiredos, enmarcados por timbre en forma de sombrero episcopal y lambrequines o giras eclesiásticas. Se construyó en 1649 bajo el patrocinio de Manuel Falcão, quien la donó a la catedral de Guarda. Durante el siglo XIX y primera mitad del siglo XX fue una vivienda particular. En 1947 el Ayuntamiento la compró y hoy es centro de interpretación artesano.
- Torre del Reloj: construida en el siglo XIX en el solar que ocupaba la antigua torre del Gallo, del siglo XV, entre las puertas de Marialva y de la Villa, ya desaparecida.
- Casa solariega de los Corte Real: edificio barroco de dos alturas y blasonado.
- Cárcel comarcal: hoy centro de día y centro social y cultural. Es un edificio de 1933 que estuvo en uso como cárcel hasta 1972.
- Hospital de la Santa Casa de la Misericordia, hoy centro de salud.
- Tribunal judicial de Pinhel o Palacio de justicia.
- Guardería y jardín de infancia de la Santa Casa da Misericordia.
- Casa o lugar de San Antonio.
- Escuela primaria y Junta de feligresía.
- Edificio de Correos.
- Monumento a los Combatientes de la Gran Guerra.
- Fuente en la calle «Largo dos Combatentes da Grande Guerra».
- Fuente de la Mora.
- Fuente en la calle «do Repouso».
- Casa en la calle «António José de Almeida», n.º 6.
- Convento de Santa Clara, hoy centro parroquial.
- Cisterna del convento de Santa Clara.
- Hospital Viejo.
- Almacén agrícola.
- Iglesia y hospital de la Santa Casa de la Misericordia.
- Casa de los Correia Azevedo.
- Casa del siglo XVI en la calle «dos Tiros», números 8 a 10.
- Ermita de Nuestra Señora de la Torre.

otros monumentos
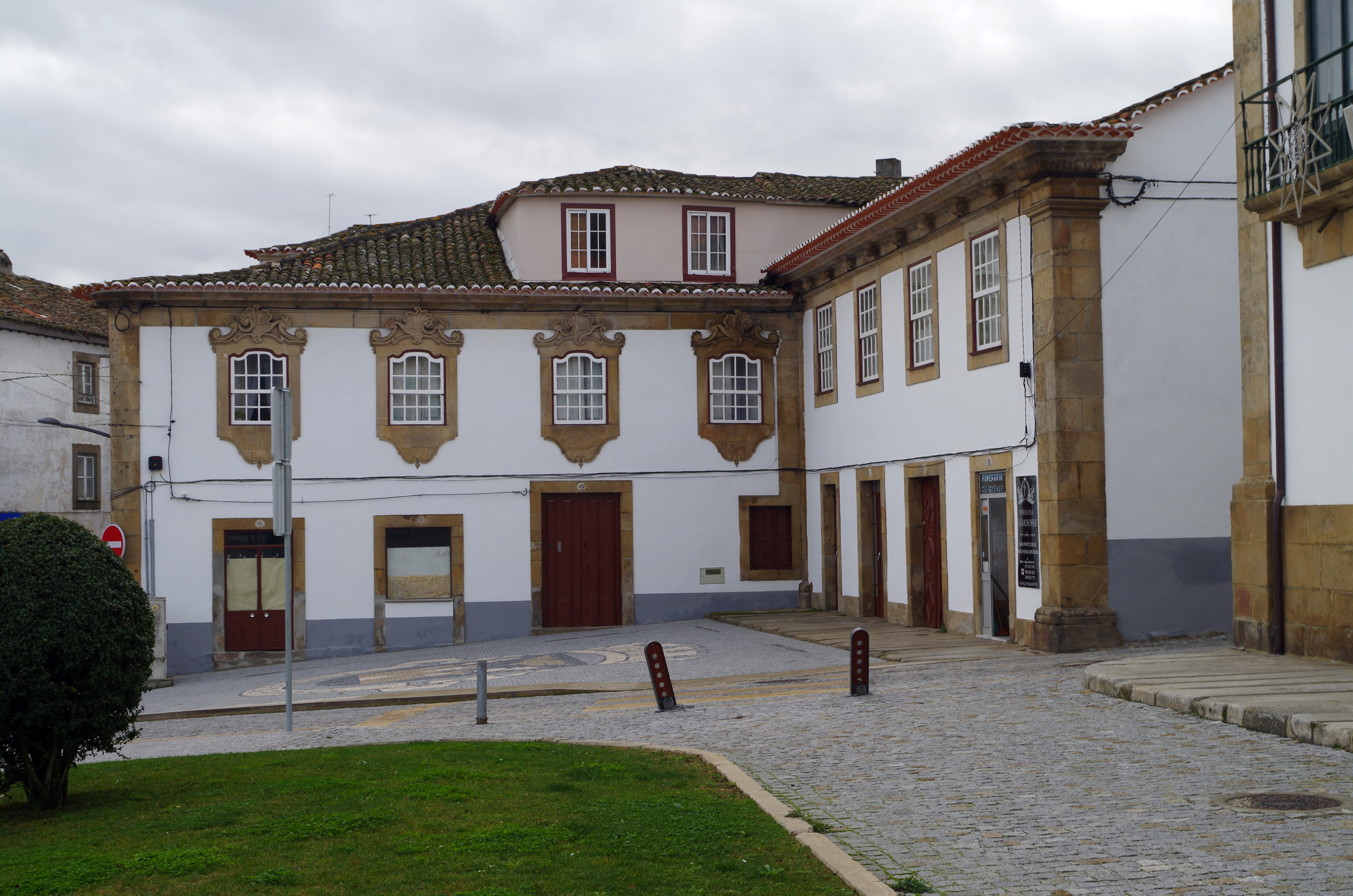
Casas de los Mendes Pereira
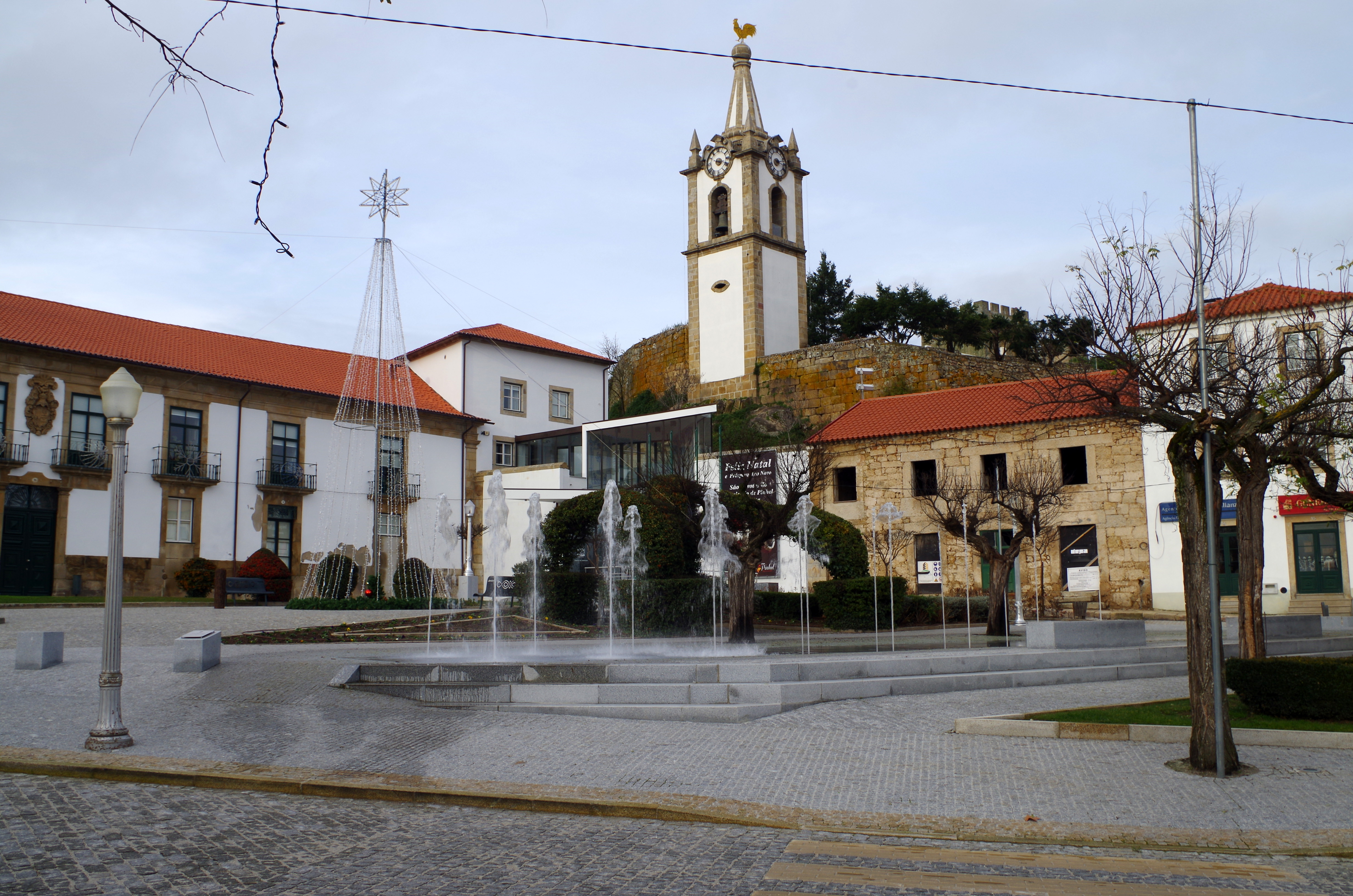
Casa Seixas y Torre del Reloj desde la plaza Sacadura Cabral
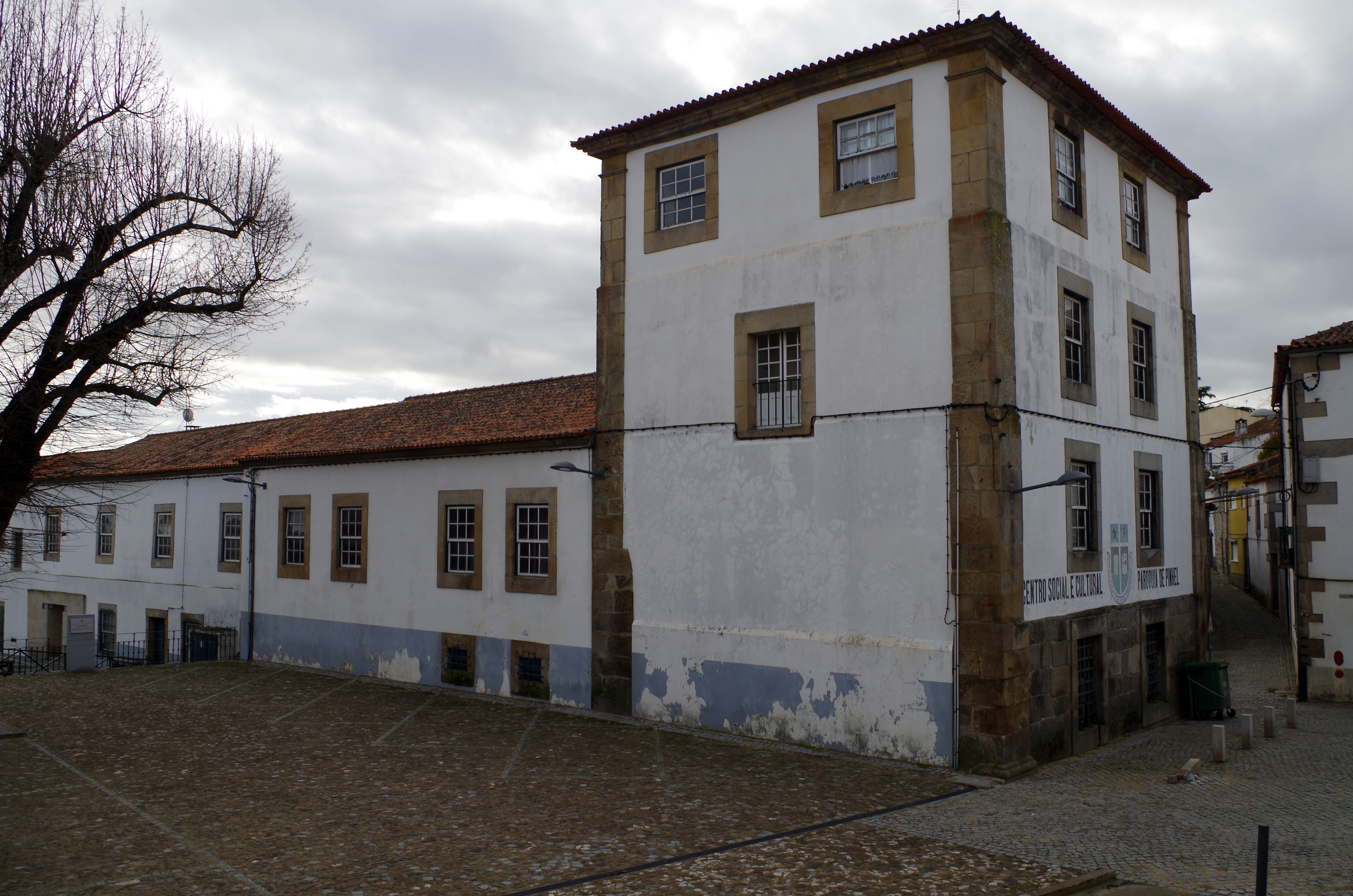
Antigua cárcel
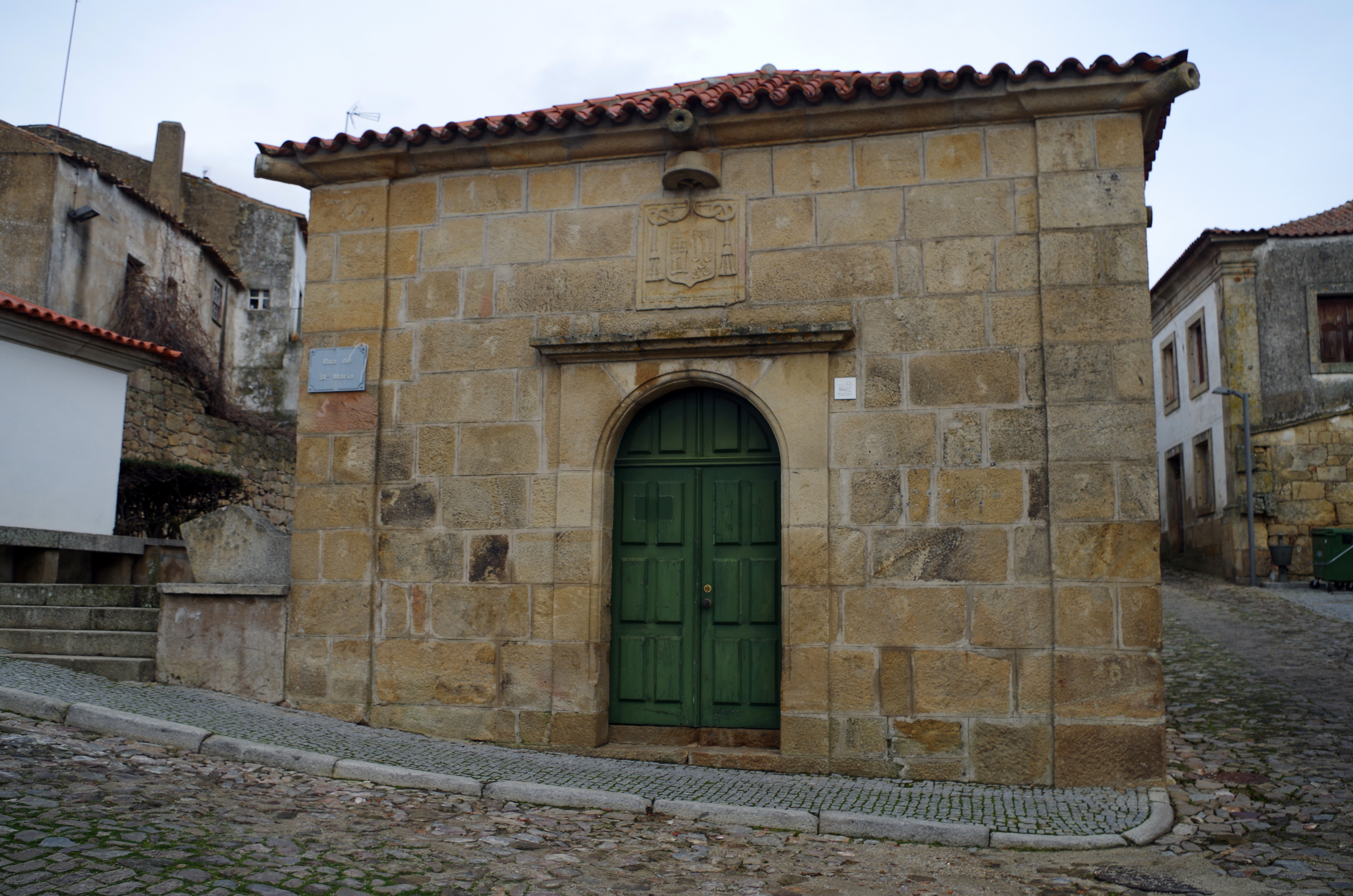
ermita de Santa Rita
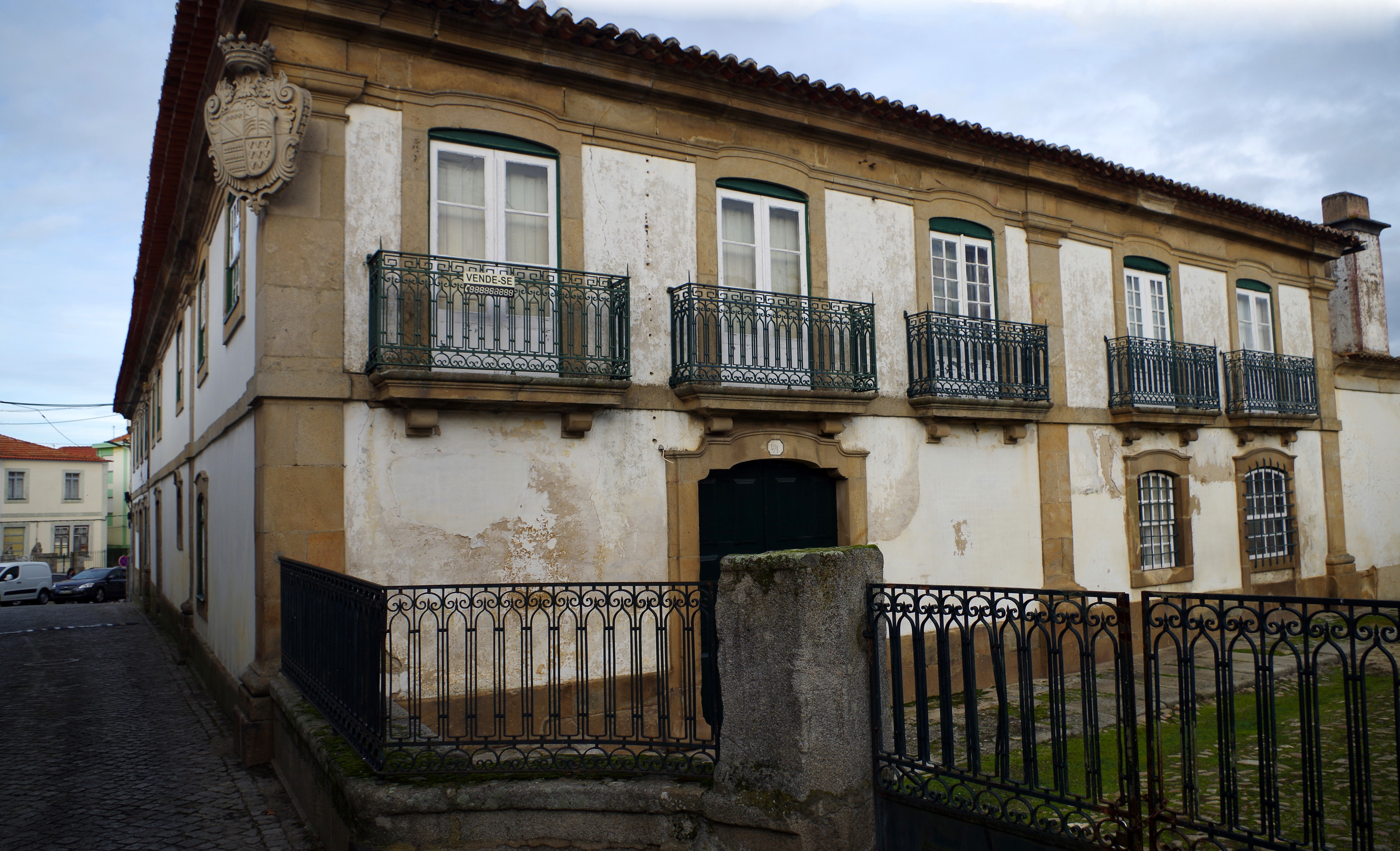
Casa solariega de los Corte Real